# Mis (Stravinsky)
De Mis (ook genoemd: Mass) is een compositie van Igor Stravinsky (W87) voor gemengd koor en dubbel blaaskwintet, waarvan het Kyrie en het Gloria in 1944 werden voltooid; het volledige werk was in 1948 gereed. De première was op 27 oktober 1948 in het Teatro alla Scala in Milaan onder leiding van Ernest Ansermet. Het werk heeft de vaste ordinarium-indeling van de mis.
Het Credo staat centraal in de compositie; eerder (in 1932) had Stravinsky het Credo getoonzet, maar dat was in het Slavisch (W62). Het centrale deel van de Mis is voor koor a capella, geflankeerd door delen met solisten. Het orkest begeleidt het koor in het Kyrie, in het Agnus Dei zingt het koor a capella waarbij de passages van het koor worden gescheiden door orkestrale ritornelli. Het werk sluit af met een orkestrale coda
- Kyrie (koor en orkest)
  - Gloria (sopraan en alt + koor)
    - Credo (koor)

  - Sanctus (tenor en bas + koor)
- Agnus Dei (koor en orkest)

## Ontstaan en achtergrond
Nadat hij in 1942-1943 in een tweedehands muziekhandel een aantal missen van Mozart zag, vatte Stravinsky het plan op zelf een mis te schrijven: "Toen ik die zoetige opera-achtige rococozonden doorspeelde wist ik dat ik zelf een mis moest schrijven, maar dan een echte." Hij bedoelde met 'een echte' een mis die liturgisch gebruikt kon worden in de rooms-katholieke mis. Met een lengte van ongeveer 17 minuten in totaal is het werk wat dat betreft voor dit doel geschikt; het werd en wordt als zodanig echter zelden gebruikt. Stravinsky vertelde Evelyn Waugh: "Mijn mis is liturgisch en niet versierd. Bij het toonzetten van het 'Credo' wilde ik mij aan de tekst houden, en op een speciale manier. Men componeert een mars om mannen te helpen marcheren; en op dezelfde manier hoop ik met mijn 'Credo' wat hulp te bieden bij de tekst. Het Credo is het langste deel. Er is veel om te geloven."
De reden voor Stravinsky om als lid van de Russisch-orthodoxe Kerk een rooms-katholieke mis te schrijven, was dat hij een liturgisch bruikbaar religieus werk wilde componeren, maar de Russisch-orthodoxe Kerk het gebruik van muziekinstrumenten in haar diensten niet toestaat. Bovendien kon Stravinsky alleen tegen het geluid van onbegeleide zang in de "harmonisch meest primitieve muziek." 
Stravinsky zegt niet te zijn beïnvloed door welke 'oude muziek' dan ook bij het componeren, evenmin door de Messe de Notre Dame van Guillaume de Machault; diens werk zou hij pas een jaar na het componeren voor het eerst hebben gehoord. Stravinsky had eerder echter al concerten met 'oude muziek' bijgewoond, hij was goed bevriend geweest met de Zwitserse mediëvist Handschin en hij was bekend met het onderzoek van Nadia Boulanger naar vroeg-barokke vocale kamermuziek. Bovendien ontmoette hij in oktober 1944 Manfred Bukofzer, de later beroemde musicoloog, die hem over middeleeuwse muziek vertelde en hem opnamen ervan liet horen. Robert Craft ten slotte zegt dat Stravinsky in die tijd opging in de muziek van Jacopo da Bologna en Machault. Herbert Murrill wees eerder al op compositorisch-stilistische overeenkomsten tussen de Mis en het werk van Perusio (of Matteo da Perugia).

## Oeuvre
Zie het Oeuvre van Igor Stravinsky voor een volledig overzicht van het werk van Stravinsky.

## Geselecteerde discografie
- 'Mass' door Gregg Smith Singers en Columbia Symphony Winds and Brass o.l.v. Igor Stravinsky ('Stravinsky Conducts', Columbia Masterworks MS 6992; op CD uitgebracht in de 'Igor Stravinsky Edition' in het deel 'Sacred Works', 2cd's SM2K 46 301)
- 'Mass' op Stravinsky-Sacred Choral Works, Nederlands Kamerkoor en het Schönberg Ensemble o.l.v. Reinbert de Leeuw (Philips 454 477-2)